# Gaston de Raousset-Boulbon

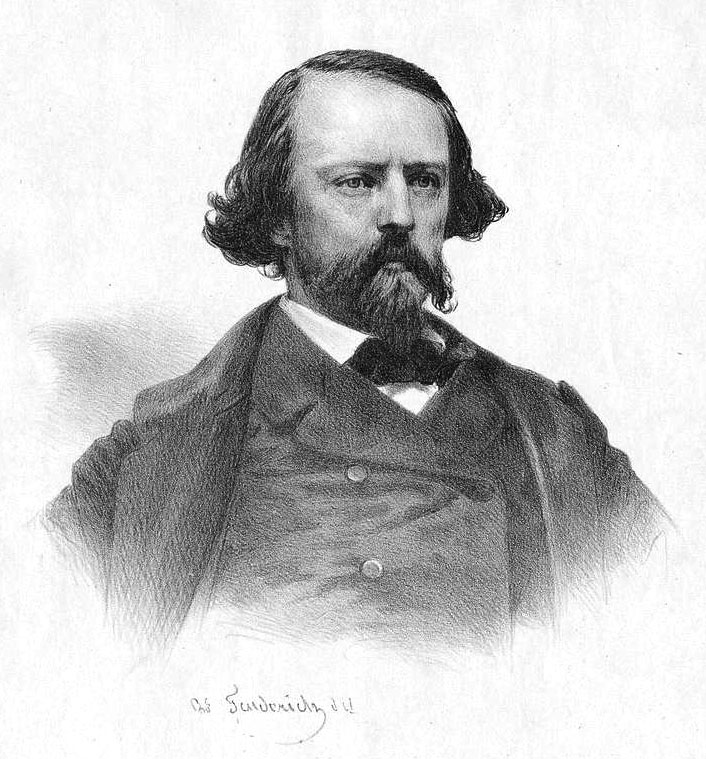
Gaston de Raousset-Boulbon

Charles René Gaston Gustave comte de Raousset-Boulbon (* 2. Dezember 1817 in Avignon; † 12. August 1854 in Guaymas, Mexiko) war ein französischer Abenteurer und Filibuster. Er nannte sich auch Gaston Raoulx Boulbon.

## Leben

Flaggenentwurf für das unabhängige Sonora

Er entstammte dem verarmten Landadel aus der Gegend um Avignon und war entfernt mit dem französischen Königshaus verwandt. Nachdem er seine Jugend unter zum Teil abenteuerlichen Umständen in Algerien verbracht hatte, folgte er dem Ruf des kalifornischen Goldrausches. Dort angekommen, waren die interessantesten Claims bereits vergeben, so dass er in den folgenden Jahren zwei Versuche unternahm, wie etliche andere Abenteurer – sogenannte Filibuster –, einen eigenen Staat unter seiner Führung in Sonora zu gründen. Vom mexikanischen Militär wurde er jedoch besiegt, gefangen genommen und am 12. August 1854 in Guaymas exekutiert.

## Schriften
Gaston de Raousset-Boulbon hinterließ mehrere Schriften, darunter: 
- La question des travailleurs résolue par la colonisation de l'Algérie, T. Fischer aîné, Avignon 1848 online im Site gallica (BnF)
- Une conversion, Roman, Jacottet, Bourdillat, Paris 1857 online im Site gallica (BnF)